# Giuseppe Mangano

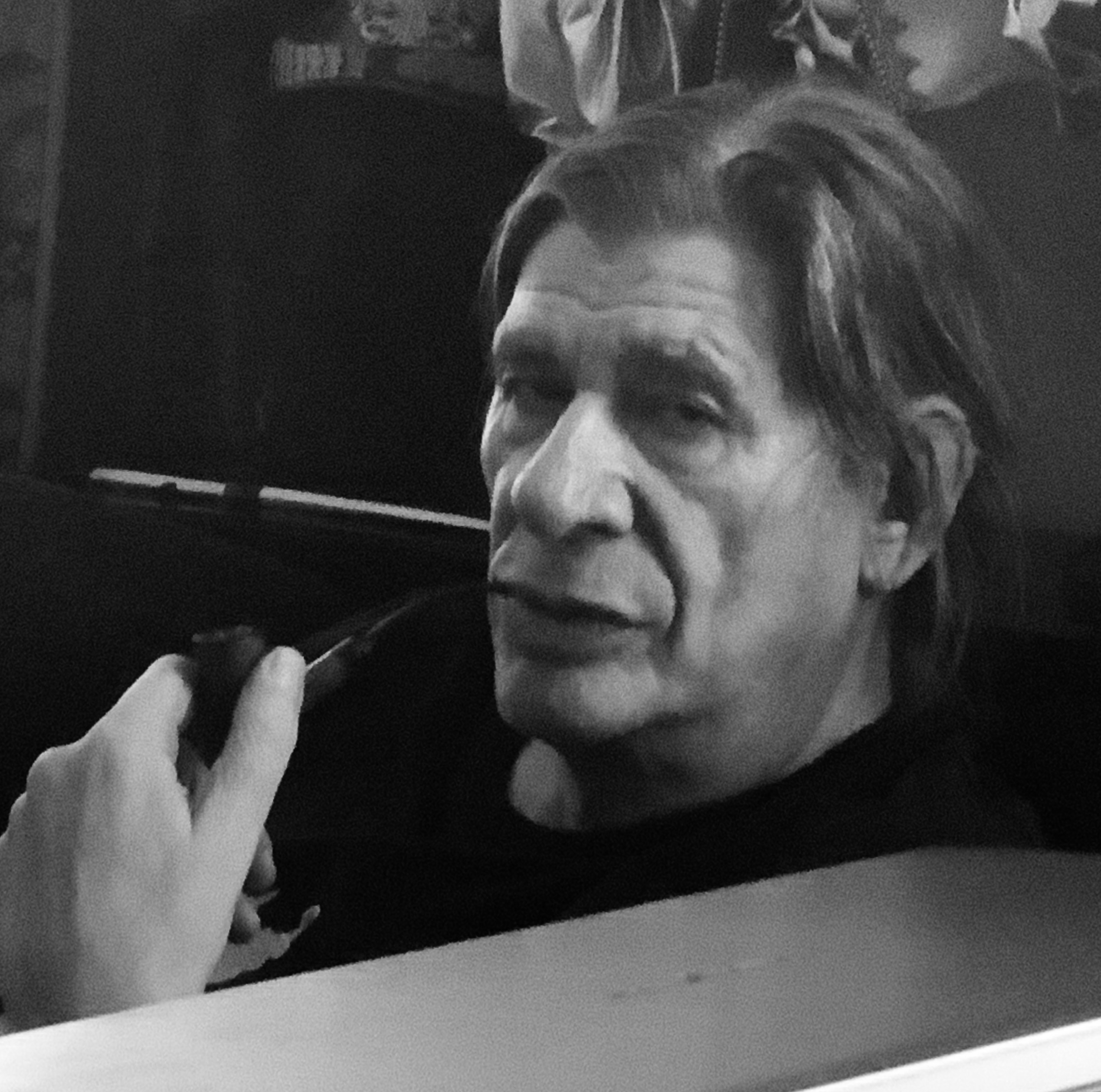
Beppe Mangano

Giuseppe Mangano (25 marzo 1945) è uno scenografo italiano.

## Biografia
Beppe Mangano dopo aver interrotto gli studi classici frequenta il Liceo Artistico di Brera e il corso di Scenografia dell’Accademia. In seguito si trasferisce a Roma per lavorare al Centro Sperimentale di Cinematografia presso il quale  Roberto Rossellini, che lo sosterrà nell’inizio di una carriera in ambito cinematografico.
Fondazione Angeletti

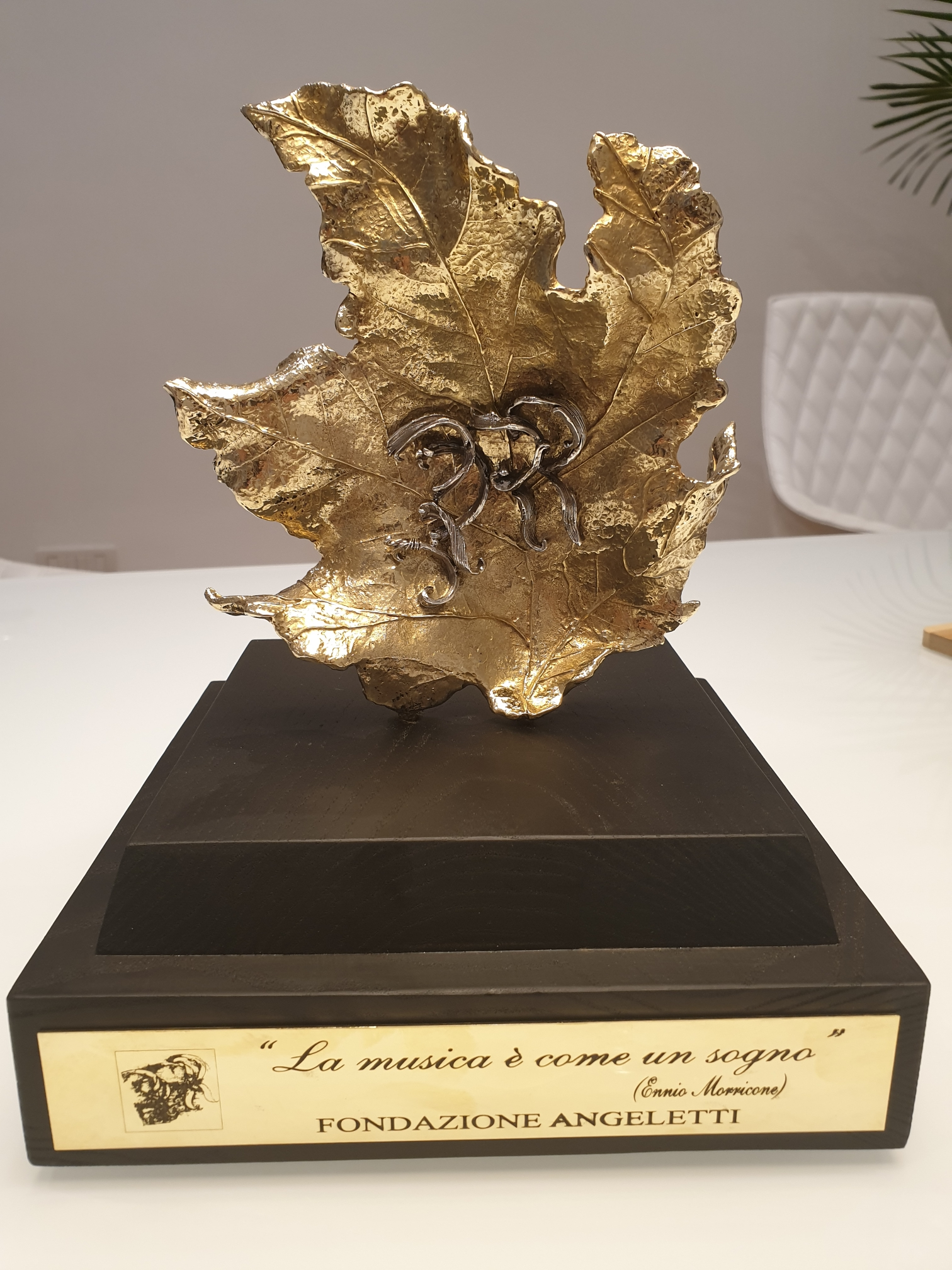
Premio consegnato al Maestro Ennio Morricone

Mangano istituisce nel 2018 la Fondazione Angeletti in ricordo della compagna Rossella Angeletti, morta nel 2017. Lo scopo della fondazione è la promozione della cultura e dell'arte.
La Fondazione Angeletti ha organizzato due concerti evento in ricordo di Rossella, nel cuore di Milano, davanti alla basilica di San Lorenzo. L'ultimo evento prima della crisi sanitaria in corso ha avuto l'onore di accogliere la musicista Gianna Fratta, una delle più titolate direttrici d’orchestra italiane che ha diretto l’Orchestra Sinfonica Giuseppe Verdi di Milano.
La Fondazione Angeletti ha premiato, come riconoscimento alla carriera, figure importanti tra cui il Maestro Morricone con un'opera concepita da Beppe Mangano.

## Filmografia

### Scenografo
- La torta in cielo, regia di Lino Del Fra (1970)
- Come ti chiami, amore mio?, regia di Umberto Silva (1970)
- L'età di Cosimo de' Medici, regia di Roberto Rossellini (1972)
- L'assassinio di Trotsky (The Assassination of Trotsky), regia di Joseph Losey (1972)
- Non ho tempo, regia di Ansano Giannarelli (1973)
- Cartesius, regia di Roberto Rossellini (1974)
- Anno uno, regia di Roberto Rossellini (1974)
- Come una rosa al naso, regia di Franco Rossi (1977)
- L'altra metà del cielo, regia di Franco Rossi (1977)
- Uomini della scienza, Tv, 5 episodi (1977)
- Orient-Express, miniserie televisiva (1979)
- Seagull Island, Serie TV, episodi 1-5, regia di Nestore Ungaro (1981)
- I fichissimi, regia di Carlo Vanzina (1981)
- Fantasma d'amore, regia di Dino Risi (1981)
- Vado a vivere da solo, regia di Marco Risi (1982)
- Sballato, gasato, completamente fuso, regia di Steno (1982)
- Sesso e volentieri, regia di Dino Risi (1982)
- Flirt, regia di Roberto Russo (1983)
- Chi mi aiuta...?, regia di Valerio Zecca (1984)
- Domani mi sposo, regia di Francesco Massaro (1984)
- Cuori nella tormenta, regia di Enrico Oldoini (1984)
- ...e la vita continua, regia di Dino Risi (1984)
- Scemo di guerra, regia di Dino Risi (1985)
- Il corsaro, regia di Franco Giraldi - miniserie TV (1985)
- Se un giorno busserai alla mia porta, regia di Luigi Perelli - Film TV (1986)
- The Barbarians, regia di Ruggero Deodato (1987)
- La maschera del demonio, regia di Lamberto Bava (1989)
- Valeria medico legale, serie televisiva, 4 episodi, regia di Elvio Porta (2002)

Pubblicità
Il maestro Mangano ha realizzato le scenografie per  molte campagne pubblicitarie. La sua più importante scenografia pubblicitaria è il format Paradiso con l’agenzia Armando Testa per la pubblicità della Lavazza, dove ha introdotto il suo stile unico e riconoscibile. Per anni ha lavorato sul set della Lavazza con  testimonial importanti quali Julia Roberts, Paolo Bonolis, Luca Laurenti e Riccardo Garrone.

#### Attore
Ottiene un piccolo ruolo come in Partner, regia di Bernardo Bertolucci (1968)
- Viola come il mare - seconda stagione, regia di Alexis Sweet e Laszlo Barbo - Serie TV (2024)